# Kyriakos Kouīs
Kyriakos Kouīs (in greco: Κυριάκος Κουής; 9 febbraio 1958) è un ex calciatore cipriota, di ruolo portiere.

## Carriera

### Club
Ha giocato nella massima serie cipriota con l'APOEL Nicosia.

### Nazionale
Ha esordito con la nazionale cipriota nel 1989, giocando in quell'anno due partite.

## Palmarès

### Club

#### Competizioni nazionali
- Campionato cipriota: 1

APOEL: 1985-1986
- Coppa di Cipro: 1

APOEL: 1983-1984
- Supercoppa di Cipro: 2

APOEL: 1984, 1986